# 约翰·穆勒纳尔
约翰·罗伯特·穆勒纳尔（英語：John Robert Moolenaar，又譯作「穆理納」；1961年5月8日—）是美国的一位政治人物和美國眾議院議員，2024年4月出任眾議院美國與中共競爭委員會主席。

## 生平
自2015年開始，他是密歇根州第4選舉區選出的美國眾議院議員。他的黨籍是共和黨。穆勒納爾是一位化學家，在進入政壇之前他曾經在陶氏化學公司工作。